# Copa Mercosur 2001
La Copa Mercosur 2001 fue la cuarta y última edición del torneo de clubes de la región meridional de América del Sur, organizado por la Confederación Sudamericana de Fútbol, en la que participaron equipos de cinco países: Argentina, Brasil, Chile, Paraguay y Uruguay.
El campeón fue San Lorenzo de Argentina, siendo el primer y único equipo no brasileño en disputar una final y consagrarse en el certamen. Derrotó en la definición por penales a Flamengo, luego de empatar los dos partidos definitorios, el último de ellos disputado a principios del año 2002 como consecuencia de la crisis desatada en Argentina en diciembre de 2001, que imposibilitó la organización normal del encuentro de vuelta.

## Formato
Los 20 participantes fueron divididos en cinco grupos de 4 equipos, donde cada uno enfrentó a sus rivales de zona bajo un sistema de liguilla a doble rueda, ida y vuelta. Los equipos ubicados en el primer puesto de cada grupo y los tres mejores segundos accedieron a los cuartos de final, donde entró en juego el sistema de eliminación directa. Desde allí, ante la igualdad de puntos, obtenía la clasificación el equipo con mejor diferencia de goles; de persistir el empate, se efectuaron tiros desde el punto penal.
|                             |                             | Equipos que entran en esta fase                                                                      | Equipos que provienen de la fase anterior                                           |
| --------------------------- | --------------------------- | --- | ----------------------------------------------------------------------------------- |
| Fase de grupos (20 equipos) | Fase de grupos (20 equipos) | - 7 equipos de Brasil - 6 equipos de Argentina - 3 equipos de Chile - 2 equipo de Paraguay y Uruguay |                                                                                     |
| Fases finales (8 equipos)   | Fases finales (8 equipos)   | | - 5 equipos primeros de la Fase de grupos - 3 equipos segundos de la Fase de grupos |

## Equipos participantes
Todos los equipos participaron en calidad de invitados. En cursiva los equipos debutantes en el torneo.
| País                      | Equipo                                                                          |
| ------------------------- | ------------------------------------------------------------------------------- |
| Argentina 6 participantes | Boca Juniors Independiente River Plate San Lorenzo Talleres (C) Vélez Sarsfield |
| Brasil 7 participantes    | Corinthians Cruzeiro Flamengo Grêmio Palmeiras São Paulo Vasco da Gama          |
| Chile 3 participantes     | Colo-Colo Universidad Católica Universidad de Chile                             |
| Paraguay 2 participantes  | Cerro Porteño Olimpia                                                           |
| Uruguay 2 participantes   | Nacional Peñarol                                                                |

### Distribución geográfica de los equipos
Distribución geográfica de las sedes de los equipos participantes:

## Fase de grupos

### Grupo A
| Equipo               | Pts. | PJ | PG | PE | PP | GF | GC | DG |
| -------------------- | ---- | -- | -- | -- | -- | -- | -- | -- |
| Cerro Porteño        | 10   | 6  | 3  | 1  | 2  | 8  | 6  | 2  |
| Universidad Católica | 9    | 6  | 3  | 0  | 3  | 8  | 9  | –1 |
| Vasco da Gama        | 8    | 6  | 2  | 2  | 2  | 11 | 11 | 0  |
| Boca Juniors         | 6    | 6  | 1  | 3  | 2  | 9  | 10 | -1 |

| \| Fecha \| Lugar \| Local \| Resultado \| Visitante \| \| ---------------- \| --------------- \| -------------------- \| --------- \| -------------------- \| \| 24 de julio \| Santiago \| Universidad Católica \| 2:1 \| Vasco da Gama \| \| 29 de julio \| Brasilia \| Vasco da Gama \| 2:2 \| Boca Juniors \| \| 1 de agosto \| Buenos Aires \| Boca Juniors \| 0:0 \| Cerro Porteño \| \| 7 de agosto \| Asunción \| Cerro Porteño \| 2:0 \| Universidad Católica \| \| 21 de agosto \| Ciudad del Este \| Cerro Porteño \| 2:1 \| Vasco da Gama \| \| 29 de agosto \| Santiago \| Universidad Católica \| 1:0 \| Cerro Porteño \| \| 12 de septiembre \| Asunción \| Cerro Porteño \| 2:1 \| Boca Juniors \| \| 13 de septiembre \| Río de Janeiro \| Vasco da Gama \| 2:1 \| Universidad Católica \| \| 19 de septiembre \| Santiago \| Universidad Católica \| 2:1 \| Boca Juniors \| \| 25 de septiembre \| Buenos Aires \| Boca Juniors \| 2:2 \| Vasco da Gama \| \| 17 de octubre \| Río de Janeiro \| Vasco da Gama \| 3:2 \| Cerro Porteño \| \| 18 de octubre \| Buenos Aires \| Boca Juniors \| 3:2 \| Universidad Católica \| |                 |                      |           |                      |
| Fecha | Lugar           | Local                | Resultado | Visitante            |
| 24 de julio | Santiago        | Universidad Católica | 2:1       | Vasco da Gama        |
| 29 de julio | Brasilia        | Vasco da Gama        | 2:2       | Boca Juniors         |
| 1 de agosto | Buenos Aires    | Boca Juniors         | 0:0       | Cerro Porteño        |
| 7 de agosto | Asunción        | Cerro Porteño        | 2:0       | Universidad Católica |
| 21 de agosto | Ciudad del Este | Cerro Porteño        | 2:1       | Vasco da Gama        |
| 29 de agosto | Santiago        | Universidad Católica | 1:0       | Cerro Porteño        |
| 12 de septiembre | Asunción        | Cerro Porteño        | 2:1       | Boca Juniors         |
| 13 de septiembre | Río de Janeiro  | Vasco da Gama        | 2:1       | Universidad Católica |
| 19 de septiembre | Santiago        | Universidad Católica | 2:1       | Boca Juniors         |
| 25 de septiembre | Buenos Aires    | Boca Juniors         | 2:2       | Vasco da Gama        |
| 17 de octubre | Río de Janeiro  | Vasco da Gama        | 3:2       | Cerro Porteño        |
| 18 de octubre | Buenos Aires    | Boca Juniors         | 3:2       | Universidad Católica |

### Grupo B
| Equipo      | Pts. | PJ | PG | PE | PP | GF | GC | DG  |
| ----------- | ---- | -- | -- | -- | -- | -- | -- | --- |
| Flamengo    | 15   | 6  | 5  | 0  | 1  | 11 | 6  | 5   |
| San Lorenzo | 10   | 6  | 3  | 1  | 2  | 9  | 4  | 5   |
| Nacional    | 10   | 6  | 3  | 1  | 2  | 8  | 5  | 3   |
| Olimpia     | 0    | 6  | 0  | 0  | 6  | 0  | 13 | –13 |

| \| Fecha \| Lugar \| Local \| Resultado \| Visitante \| \| ---------------- \| ------------ \| ----------- \| --------- \| ----------- \| \| 21 de julio \| Brasilia \| Flamengo \| 2:0 \| Nacional \| \| 28 de julio \| Montevideo \| Nacional \| 2:0 \| Olimpia \| \| 28 de julio \| Buenos Aires \| San Lorenzo \| 1:2 \| Flamengo \| \| 31 de julio \| Asunción \| Olimpia \| 0:2 \| San Lorenzo \| \| 8 de agosto \| Buenos Aires \| San Lorenzo \| 2:0 \| Nacional \| \| 21 de agosto \| — \| Flamengo \| 2:0[1] \| Olimpia \| \| 11 de septiembre \| Montevideo \| Nacional \| 4:1 \| Flamengo \| \| 20 de septiembre \| Buenos Aires \| San Lorenzo \| 3:0 \| Olimpia \| \| 27 de septiembre \| Taguatinga \| Flamengo \| 2:1 \| San Lorenzo \| \| 3 de octubre \| Asunción \| Olimpia \| 0:2 \| Nacional \| \| 16 de octubre \| Montevideo \| Nacional \| 0:0 \| San Lorenzo \| \| 18 de octubre \| Asunción \| Olimpia \| 0:2 \| Flamengo \| |              |             |           |             |
| Fecha | Lugar        | Local       | Resultado | Visitante   |
| 21 de julio | Brasilia     | Flamengo    | 2:0       | Nacional    |
| 28 de julio | Montevideo   | Nacional    | 2:0       | Olimpia     |
| 28 de julio | Buenos Aires | San Lorenzo | 1:2       | Flamengo    |
| 31 de julio | Asunción     | Olimpia     | 0:2       | San Lorenzo |
| 8 de agosto | Buenos Aires | San Lorenzo | 2:0       | Nacional    |
| 21 de agosto | —            | Flamengo    | 2:0       | Olimpia     |
| 11 de septiembre | Montevideo   | Nacional    | 4:1       | Flamengo    |
| 20 de septiembre | Buenos Aires | San Lorenzo | 3:0       | Olimpia     |
| 27 de septiembre | Taguatinga   | Flamengo    | 2:1       | San Lorenzo |
| 3 de octubre | Asunción     | Olimpia     | 0:2       | Nacional    |
| 16 de octubre | Montevideo   | Nacional    | 0:0       | San Lorenzo |
| 18 de octubre | Asunción     | Olimpia     | 0:2       | Flamengo    |

### Grupo C
| Equipo        | Pts. | PJ | PG | PE | PP | GF | GC | DG |
| ------------- | ---- | -- | -- | -- | -- | -- | -- | -- |
| Corinthians   | 10   | 6  | 3  | 1  | 2  | 8  | 6  | 2  |
| Independiente | 9    | 6  | 3  | 0  | 3  | 8  | 8  | 0  |
| Cruzeiro      | 8    | 6  | 2  | 2  | 2  | 9  | 8  | 1  |
| Colo-Colo     | 6    | 6  | 1  | 3  | 2  | 3  | 6  | –3 |

| \| Fecha \| Lugar \| Local \| Resultado \| Visitante \| \| ---------------- \| -------------- \| ------------- \| --------- \| ------------- \| \| 24 de julio \| Avellaneda \| Independiente \| 2:0 \| Cruzeiro \| \| 26 de julio \| Santiago \| Colo-Colo \| 0:2 \| Corinthians \| \| 29 de julio \| São Paulo \| Corinthians \| 2:1 \| Independiente \| \| 29 de julio \| Belo Horizonte \| Cruzeiro \| 1:1 \| Colo-Colo \| \| 22 de agosto \| Ipatinga \| Cruzeiro \| 0:2 \| Corinthians \| \| 23 de agosto \| Santiago \| Colo-Colo \| 2:1 \| Independiente \| \| 11 de septiembre \| Belo Horizonte \| Cruzeiro \| 4:1 \| Independiente \| \| 12 de septiembre \| São Paulo \| Corinthians \| 0:0 \| Colo-Colo \| \| 26 de septiembre \| Santiago \| Colo-Colo \| 0:0 \| Cruzeiro \| \| 27 de septiembre \| Avellaneda \| Independiente \| 1:0 \| Corinthians \| \| 17 de octubre \| Avellaneda \| Independiente \| 2:0 \| Colo-Colo \| \| 17 de octubre \| São Paulo \| Corinthians \| 2:4 \| Cruzeiro \| |                |               |           |               |
| Fecha | Lugar          | Local         | Resultado | Visitante     |
| 24 de julio | Avellaneda     | Independiente | 2:0       | Cruzeiro      |
| 26 de julio | Santiago       | Colo-Colo     | 0:2       | Corinthians   |
| 29 de julio | São Paulo      | Corinthians   | 2:1       | Independiente |
| 29 de julio | Belo Horizonte | Cruzeiro      | 1:1       | Colo-Colo     |
| 22 de agosto | Ipatinga       | Cruzeiro      | 0:2       | Corinthians   |
| 23 de agosto | Santiago       | Colo-Colo     | 2:1       | Independiente |
| 11 de septiembre | Belo Horizonte | Cruzeiro      | 4:1       | Independiente |
| 12 de septiembre | São Paulo      | Corinthians   | 0:0       | Colo-Colo     |
| 26 de septiembre | Santiago       | Colo-Colo     | 0:0       | Cruzeiro      |
| 27 de septiembre | Avellaneda     | Independiente | 1:0       | Corinthians   |
| 17 de octubre | Avellaneda     | Independiente | 2:0       | Colo-Colo     |
| 17 de octubre | São Paulo      | Corinthians   | 2:4       | Cruzeiro      |

### Grupo D
| Equipo          | Pts. | PJ | PG | PE | PP | GF | GC | DG |
| --------------- | ---- | -- | -- | -- | -- | -- | -- | -- |
| Talleres (C)    | 10   | 6  | 2  | 4  | 0  | 10 | 5  | 5  |
| Vélez Sarsfield | 8    | 6  | 2  | 2  | 2  | 12 | 11 | 1  |
| São Paulo       | 7    | 6  | 1  | 4  | 1  | 7  | 6  | 1  |
| Peñarol         | 5    | 6  | 1  | 2  | 3  | 5  | 12 | –7 |

| \| Fecha \| Lugar \| Local \| Resultado \| Visitante \| \| ---------------- \| ------------ \| --------------- \| --------- \| --------------- \| \| 25 de julio \| São Paulo \| São Paulo \| 3:0 \| Peñarol \| \| 28 de julio \| Córdoba \| Talleres (C) \| 0:0 \| São Paulo \| \| 29 de julio \| Montevideo \| Peñarol \| 2:1 \| Vélez Sarsfield \| \| 2 de agosto \| Buenos Aires \| Vélez Sarsfield \| 1:4 \| Talleres (C) \| \| 23 de agosto \| São Paulo \| São Paulo \| 1:1 \| Vélez Sarsfield \| \| 23 de agosto \| Córdoba \| Talleres (C) \| 1:1 \| Peñarol \| \| 11 de septiembre \| Córdoba \| Talleres (C) \| 2:2 \| Vélez Sarsfield \| \| 12 de septiembre \| Montevideo \| Peñarol \| 1:1 \| São Paulo \| \| 18 de septiembre \| Buenos Aires \| Vélez Sarsfield \| 3:0 \| Peñarol \| \| 26 de septiembre \| São Paulo \| São Paulo \| 0:0 \| Talleres (C) \| \| 17 de octubre \| Montevideo \| Peñarol \| 1:3 \| Talleres (C) \| \| 17 de octubre \| Buenos Aires \| Vélez Sarsfield \| 4:2 \| São Paulo \| |              |                 |           |                 |
| Fecha | Lugar        | Local           | Resultado | Visitante       |
| 25 de julio | São Paulo    | São Paulo       | 3:0       | Peñarol         |
| 28 de julio | Córdoba      | Talleres (C)    | 0:0       | São Paulo       |
| 29 de julio | Montevideo   | Peñarol         | 2:1       | Vélez Sarsfield |
| 2 de agosto | Buenos Aires | Vélez Sarsfield | 1:4       | Talleres (C)    |
| 23 de agosto | São Paulo    | São Paulo       | 1:1       | Vélez Sarsfield |
| 23 de agosto | Córdoba      | Talleres (C)    | 1:1       | Peñarol         |
| 11 de septiembre | Córdoba      | Talleres (C)    | 2:2       | Vélez Sarsfield |
| 12 de septiembre | Montevideo   | Peñarol         | 1:1       | São Paulo       |
| 18 de septiembre | Buenos Aires | Vélez Sarsfield | 3:0       | Peñarol         |
| 26 de septiembre | São Paulo    | São Paulo       | 0:0       | Talleres (C)    |
| 17 de octubre | Montevideo   | Peñarol         | 1:3       | Talleres (C)    |
| 17 de octubre | Buenos Aires | Vélez Sarsfield | 4:2       | São Paulo       |

### Grupo E
| Equipo               | Pts. | PJ | PG | PE | PP | GF | GC | DG  |
| -------------------- | ---- | -- | -- | -- | -- | -- | -- | --- |
| Grêmio               | 14   | 6  | 4  | 2  | 0  | 11 | 4  | 7   |
| River Plate          | 8    | 6  | 2  | 2  | 2  | 13 | 10 | 3   |
| Palmeiras            | 6    | 6  | 1  | 3  | 2  | 11 | 10 | 1   |
| Universidad de Chile | 4    | 6  | 1  | 1  | 4  | 3  | 14 | –11 |

| \| Fecha \| Lugar \| Local \| Resultado \| Visitante \| \| ---------------- \| ------------ \| -------------------- \| --------- \| -------------------- \| \| 22 de julio \| Buenos Aires \| River Plate \| 2:4 \| Grêmio \| \| 25 de julio \| Santiago \| Universidad de Chile \| 2:1 \| Palmeiras \| \| 28 de julio \| São Paulo \| Palmeiras \| 2:2 \| River Plate \| \| 28 de julio \| Porto Alegre \| Grêmio \| 2:0 \| Universidad de Chile \| \| 22 de agosto \| Porto Alegre \| Grêmio \| 3:1 \| Palmeiras \| \| 13 de septiembre \| São Paulo \| Palmeiras \| 4:0 \| Universidad de Chile \| \| 13 de septiembre \| Porto Alegre \| Grêmio \| 1:0 \| River Plate \| \| 20 de septiembre \| Santiago \| Universidad de Chile \| 0:3 \| River Plate \| \| 26 de septiembre \| Buenos Aires \| River Plate \| 3:3 \| Palmeiras \| \| 27 de septiembre \| Santiago \| Universidad de Chile \| 1:1 \| Grêmio \| \| 16 de octubre \| São Paulo \| Palmeiras \| 0:0 \| Grêmio \| \| 16 de octubre \| Buenos Aires \| River Plate \| 3:0 \| Universidad de Chile \| |              |                      |           |                      |
| Fecha | Lugar        | Local                | Resultado | Visitante            |
| 22 de julio | Buenos Aires | River Plate          | 2:4       | Grêmio               |
| 25 de julio | Santiago     | Universidad de Chile | 2:1       | Palmeiras            |
| 28 de julio | São Paulo    | Palmeiras            | 2:2       | River Plate          |
| 28 de julio | Porto Alegre | Grêmio               | 2:0       | Universidad de Chile |
| 22 de agosto | Porto Alegre | Grêmio               | 3:1       | Palmeiras            |
| 13 de septiembre | São Paulo    | Palmeiras            | 4:0       | Universidad de Chile |
| 13 de septiembre | Porto Alegre | Grêmio               | 1:0       | River Plate          |
| 20 de septiembre | Santiago     | Universidad de Chile | 0:3       | River Plate          |
| 26 de septiembre | Buenos Aires | River Plate          | 3:3       | Palmeiras            |
| 27 de septiembre | Santiago     | Universidad de Chile | 1:1       | Grêmio               |
| 16 de octubre | São Paulo    | Palmeiras            | 0:0       | Grêmio               |
| 16 de octubre | Buenos Aires | River Plate          | 3:0       | Universidad de Chile |

### Tabla de segundos puestos
Los tres equipos mejor ubicados en esta tabla accedieron a los cuartos de final, junto con los cinco primeros.
| Equipo               | Gr. | Pts. | PJ | PG | PE | PP | GF | GC | DG |
| -------------------- | --- | ---- | -- | -- | -- | -- | -- | -- | -- |
| San Lorenzo          | B   | 10   | 6  | 3  | 1  | 2  | 9  | 4  | 5  |
| Independiente        | C   | 9    | 6  | 3  | 0  | 3  | 8  | 8  | 0  |
| Universidad Católica | A   | 9    | 6  | 3  | 0  | 3  | 8  | 9  | –1 |
| Vélez Sarsfield      | D   | 8    | 6  | 2  | 2  | 2  | 12 | 11 | 1  |
| River Plate          | E   | 8    | 6  | 2  | 2  | 2  | 13 | 10 | 3  |

## Fases finales

### Cuadro de desarrollo
|  | Cuartos de final                | Cuartos de final                | Cuartos de final                | Cuartos de final                |   |             | Semifinales           | Semifinales           | Semifinales           | Semifinales           |  |                  | Final                                 | Final                                 | Final                                 | Final                                 |  |
|  | 24 de octubre al 1 de noviembre | 24 de octubre al 1 de noviembre | 24 de octubre al 1 de noviembre | 24 de octubre al 1 de noviembre |   |             | 21 al 29 de noviembre | 21 al 29 de noviembre | 21 al 29 de noviembre | 21 al 29 de noviembre |  |                  | 12 de diciembre y 24 de enero de 2002 | 12 de diciembre y 24 de enero de 2002 | 12 de diciembre y 24 de enero de 2002 | 12 de diciembre y 24 de enero de 2002 |  |
|  |                                 |                                 |                                 |                                 |   |             |                       |                       |                       |                       |  |                  |                                       |                                       |                                       |                                       |  |
|  |                                 |                                 |                                 |                                 |   |             |                       |                       |                       |                       |  |                  |                                       |                                       |                                       |                                       |  |
|  | Cerro Porteño                   | 2                               | 1                               | 3                               |   |             |                       |                       |                       |                       |  |                  |                                       |                                       |                                       |                                       |  |
|  | Cerro Porteño                   | 2                               | 1                               | 3                               |   |             |                       |                       |                       |                       |  |                  |                                       |                                       |                                       |                                       |  |
|  | San Lorenzo                     | 4                               | 2                               | 6                               |   |             |                       |                       |                       |                       |  |                  |                                       |                                       |                                       |                                       |  |
|  | San Lorenzo                     | 4                               | 2                               | 6                               |   | San Lorenzo | 1                     | 4                     | 5                     |                       |  |                  |                                       |                                       |                                       |                                       |  |
|  |                                 |                                 |                                 |                                 |   | San Lorenzo | 1                     | 4                     | 5                     |                       |  |                  |                                       |                                       |                                       |                                       |  |
|  |                                 |                                 | Corinthians                     | 2                               | 1 | 3           |                       |                       |                       |                       |  |                  |                                       |                                       |                                       |                                       |  |
|  | Corinthians                     | 1                               | Corinthians                     | 2                               | 1 | 3           | 2                     | 3                     |                       |                       |  |                  |                                       |                                       |                                       |                                       |  |
|  | Corinthians                     | 1                               |                                 |                                 |   |             |                       |                       |                       |                       |  |                  |                                       |                                       |                                       |                                       |  |
|  | Universidad Católica            | 2                               | 0                               | 2                               |   |             |                       |                       |                       |                       |  |                  |                                       |                                       |                                       |                                       |  |
|  | Universidad Católica            | 2                               | 0                               | 2                               |   |             |                       |                       |                       |                       |  | San Lorenzo (p.) | 0                                     | 1                                     | 1 (4)                                 |                                       |  |
|  |                                 |                                 |                                 |                                 |   |             |                       |                       |                       |                       |  | San Lorenzo (p.) | 0                                     | 1                                     | 1 (4)                                 |                                       |  |
|  |                                 |                                 | Flamengo                        | 0                               | 1 | 1 (3)       |                       |                       |                       |                       |  |                  |                                       |                                       |                                       |                                       |  |
|  | Talleres (C)                    | 0                               | Flamengo                        | 0                               | 1 | 1 (3)       | 0                     | 0                     |                       |                       |  |                  |                                       |                                       |                                       |                                       |  |
|  | Talleres (C)                    | 0                               |                                 |                                 |   |             |                       |                       |                       |                       |  |                  |                                       |                                       |                                       |                                       |  |
|  | Grêmio                          | 0                               | 2                               | 2                               |   |             |                       |                       |                       |                       |  |                  |                                       |                                       |                                       |                                       |  |
|  | Grêmio                          | 0                               | 2                               | 2                               |   | Grêmio      | 2                     | 0                     | 2 (2)                 |                       |  |                  |                                       |                                       |                                       |                                       |  |
|  |                                 |                                 |                                 |                                 |   | Grêmio      | 2                     | 0                     | 2 (2)                 |                       |  |                  |                                       |                                       |                                       |                                       |  |
|  |                                 |                                 | Flamengo (p.)                   | 2                               | 0 | 2 (4)       |                       |                       |                       |                       |  |                  |                                       |                                       |                                       |                                       |  |
|  | Flamengo                        | 0                               | Flamengo (p.)                   | 2                               | 0 | 2 (4)       | 4                     | 4                     |                       |                       |  |                  |                                       |                                       |                                       |                                       |  |
|  | Flamengo                        | 0                               |                                 |                                 |   |             |                       |                       |                       |                       |  |                  |                                       |                                       |                                       |                                       |  |
|  | Independiente                   | 0                               | 0                               | 0                               |   |             |                       |                       |                       |                       |  |                  |                                       |                                       |                                       |                                       |  |
|  | Independiente                   | 0                               | 0                               | 0                               |   |             |                       |                       |                       |                       |  |                  |                                       |                                       |                                       |                                       |  |
|  |                                 |                                 |                                 |                                 |   |             |                       |                       |                       |                       |  |                  |                                       |                                       |                                       |                                       |  |

- Nota: En cada llave, el equipo que ocupa la primera línea es el que definió la serie como local.

### Cuartos de final
| 25 de octubre de 2001 | San Lorenzo                       | 4:2 (3:0) | Cerro Porteño               | Estadio Pedro Bidegain, Buenos Aires |                            |
|                       | Romeo 10', 19', 25' · Estévez 76' |           | Struway 64' · Alvarenga 67' | Árbitro(s): Márcio Rezende           | Árbitro(s): Márcio Rezende |

| 1 de noviembre de 2001 | Cerro Porteño | 1:2 (1:0) | San Lorenzo               | Estadio General Pablo Rojas, Asunción |                             |
|                        | Balbuena 26'  |           | Pusineri 68' · Acosta 77' | Árbitro(s): Jorge Larrionda           | Árbitro(s): Jorge Larrionda |

| 24 de octubre de 2001 | Universidad Católica | 2:1 (1:0) | Corinthians | Estadio San Carlos de Apoquindo, Santiago |                            |
|                       | Norambuena 42', 90'  |           | Luizão 53'  | Árbitro(s): Daniel Giménez                | Árbitro(s): Daniel Giménez |

| 31 de octubre de 2001 | Corinthians             | 2:0 (0:0) | Universidad Católica | Estadio Pacaembú, São Paulo |                          |
|                       | Deivid 59' · Kléber 78' |           |                      | Árbitro(s): Saúl Feldman    | Árbitro(s): Saúl Feldman |

| 25 de octubre de 2001 | Grêmio | 0:0 | Talleres (C) | Estadio Olímpico Monumental, Porto Alegre                   |  |
|                       |        |     |              | Asistencia: 26 310 espectadores Árbitro(s): Jorge Larrionda |  |

| 1 de noviembre de 2001 | Talleres (C) | 0:2 (0:0) | Grêmio                           | Estadio Olímpico, Córdoba     |                               |
|                        |              |           | Rubens Cardoso 59' · Émerson 90' | Árbitro(s): Epifanio González | Árbitro(s): Epifanio González |

| 24 de octubre de 2001 | Independiente | 0:0 | Flamengo | Estadio La Doble Visera, Avellaneda                         |  |
|                       |               |     |          | Asistencia: 25 000 espectadores Árbitro(s): Carlos Amarilla |  |

| 31 de octubre de 2001 | Flamengo                         | 4:0 (3:0) | Independiente | Estadio Boca do Jacaré, Taguatinga                     |                                                        |
|                       | Edílson 24', 69' · Juan 25', 35' |           |               | Asistencia: 15 000 espectadores Árbitro(s): Óscar Ruiz | Asistencia: 15 000 espectadores Árbitro(s): Óscar Ruiz |

### Semifinales
| 21 de noviembre de 2001 | Corinthians              | 2:1 (0:1) | San Lorenzo | Estadio Pacaembú, São Paulo |                            |
|                         | Scheidt 65' · Luizão 78' |           | Romeo 15'   | Árbitro(s): Carlos Chandía  | Árbitro(s): Carlos Chandía |

| 28 de noviembre de 2001 | San Lorenzo                                | 4:1 (1:0) | Corinthians | Estadio Pedro Bidegain, Buenos Aires |                           |
|                         | Romeo 37', 90' · Pusineri 54' · Franco 67' |           | Luizão 77'  | Árbitro(s): Carlos Torres            | Árbitro(s): Carlos Torres |

| 22 de noviembre de 2001 | Flamengo           | 2:2 (2:1) | Grêmio                                | Estadio de Maracaná, Río de Janeiro                          |                                                              |
|                         | Juan 5' · Beto 20' |           | Ânderson Polga 32' · Fábio Baiano 81' | Asistencia: 37 528 espectadores Árbitro(s): Horacio Elizondo | Asistencia: 37 528 espectadores Árbitro(s): Horacio Elizondo |

| 29 de noviembre de 2001 | Grêmio                                      | 0:0 (2:4 p.)               | Flamengo                          | Estadio Olímpico Monumental, Porto Alegre              |  |
|                         |                                             |                            |                                   | Asistencia: 34 606 espectadores Árbitro(s): Óscar Ruiz |  |
|                         |                                             | Tiros desde el punto penal |                                   |                                                        |  |
|                         | Zinho · Ânderson Polga · Roger · Luís Mário |                            | Petković · Reinaldo · Juan · Beto |                                                        |  |

### Final
Las finales estaban estipuladas para el 12 de diciembre y 19 de diciembre —ida y vuelta, respectivamente—, pero debido a la crisis de 2001 en Argentina, el segundo encuentro tuvo que ser postergado para el 24 de enero de 2002.

#### Ida
| 1          | POR        | Júlio César           |     |
| 2          | DEF        | Alessandro            | 85' |
| 3          | DEF        | Juan                  |     |
| 13         | DEF        | Fernando              |     |
| 6          | DEF        | Cássio                |     |
| 15         | MED        | Jorginho              |     |
| 9          | MED        | Rocha                 |     |
| 7          | MED        | Beto                  |     |
| 10         | MED        | Dejan Petković        | 33' |
| 11         | DEL        | Edílson               |     |
| 8          | DEL        | Reinaldo              |     |
| Entrenador | Entrenador | Carlos Alberto Torres |     |

| 1          | POR        | Sebastián Saja       |     |
| 17         | DEF        | Juan José Serrizuela |     |
| 2          | DEF        | Horacio Ameli        |     |
| 6          | DEF        | Diego Capria         |     |
| 4          | DEF        | Aldo Paredes         |     |
| 22         | MED        | Cristian Zurita      | 61' |
| 5          | MED        | Pablo Michelini      |     |
| 11         | MED        | Walter Erviti        |     |
| 10         | MED        | Leandro Romagnoli    | 87' |
| 8          | DEL        | Guillermo Franco     | 78' |
| 9          | DEL        | Bernardo Romeo       |     |
| Entrenador | Entrenador | Manuel Pellegrini    |     |

| 18 | MED | Roma 33'       |     |
| 14 | DEF | Bruno Carvalho | 85' |

| 21 | MED | Lucas Pusineri | 61' |
| 19 | MED | Mario Santana  | 78' |
| 25 | DEL | Lucio Filomeno | 87' |

| Amonestado | 16' | Jorginho |

| Amonestado | 46' | Pablo Michelini |
| Amonestado | 61' | Lucas Pusineri  |
| Amonestado | 88' | Walter Erviti   |

| Expulsado | 46' | Edílson |

| Árbitro             | Epifanio González |
| Árbitros asistentes | Nelson Cano       |
| Árbitros asistentes | Miguel Giacomuzzi |
| Cuarto árbitro      | Atilio Invernizzi |

| 1          | POR        | Júlio César           |     |
| 2          | DEF        | Alessandro            | 85' |
| 3          | DEF        | Juan                  |     |
| 13         | DEF        | Fernando              |     |
| 6          | DEF        | Cássio                |     |
| 15         | MED        | Jorginho              |     |
| 9          | MED        | Rocha                 |     |
| 7          | MED        | Beto                  |     |
| 10         | MED        | Dejan Petković        | 33' |
| 11         | DEL        | Edílson               |     |
| 8          | DEL        | Reinaldo              |     |
| Entrenador | Entrenador | Carlos Alberto Torres |     |

| 1          | POR        | Sebastián Saja       |     |
| 17         | DEF        | Juan José Serrizuela |     |
| 2          | DEF        | Horacio Ameli        |     |
| 6          | DEF        | Diego Capria         |     |
| 4          | DEF        | Aldo Paredes         |     |
| 22         | MED        | Cristian Zurita      | 61' |
| 5          | MED        | Pablo Michelini      |     |
| 11         | MED        | Walter Erviti        |     |
| 10         | MED        | Leandro Romagnoli    | 87' |
| 8          | DEL        | Guillermo Franco     | 78' |
| 9          | DEL        | Bernardo Romeo       |     |
| Entrenador | Entrenador | Manuel Pellegrini    |     |

| 18 | MED | Roma 33'       |     |
| 14 | DEF | Bruno Carvalho | 85' |

| 21 | MED | Lucas Pusineri | 61' |
| 19 | MED | Mario Santana  | 78' |
| 25 | DEL | Lucio Filomeno | 87' |

| Amonestado | 16' | Jorginho |

| Amonestado | 46' | Pablo Michelini |
| Amonestado | 61' | Lucas Pusineri  |
| Amonestado | 88' | Walter Erviti   |

| Expulsado | 46' | Edílson |

| Árbitro             | Epifanio González |
| Árbitros asistentes | Nelson Cano       |
| Árbitros asistentes | Miguel Giacomuzzi |
| Cuarto árbitro      | Atilio Invernizzi |

#### Vuelta
| 1          | POR        | Sebastián Saja       |       |
| 17         | DEF        | Juan José Serrizuela |       |
| 2          | DEF        | Horacio Ameli        |       |
| 6          | DEF        | Diego Capria         |       |
| 4          | DEF        | Aldo Paredes         |       |
| 8          | MED        | Guillermo Franco     | 45'   |
| 5          | MED        | Pablo Michelini      |       |
| 11         | MED        | Walter Erviti        |       |
| 10         | MED        | Leandro Romagnoli    |       |
| 7          | DEL        | Raúl Estévez         | 90+1' |
| 20         | DEL        | Alberto Acosta       |       |
| Entrenador | Entrenador | Manuel Pellegrini    |       |

| 1          | POR        | Júlio César           |     |
| 30         | DEF        | Edson                 |     |
| 3          | DEF        | Juan                  |     |
| 13         | DEF        | Fernando              | 84' |
| 6          | DEF        | Cássio                |     |
| 5          | MED        | Leandro Ávila         |     |
| 15         | MED        | Jorginho              |     |
| 9          | MED        | Rocha                 | 89' |
| 10         | MED        | Dejan Petković        |     |
| 18         | DEL        | Roma                  |     |
| 17         | DEL        | Leandro Machado       | 60' |
| Entrenador | Entrenador | Carlos Alberto Torres |     |

| 21 | MED | Lucas Pusineri     | 45'   |
| 30 | MED | Leonardo Rodríguez | 90+1' |

| 29 | DEL | Jackson     | 60' |
| 26 | DEF | André Bahia | 84' |
| 21 | MED | Andrezinho  | 89' |

| Anotado | 67' | Raúl Estévez | 1:1 |

| Anotado | 10' | Leandro Machado | 0:1 |

|                      |                  | 0:0 | Fallo de penal   | Juan           |  |  |
| Alberto Acosta       | Fallo de penal   | 0:0 |                  |                |  |  |
|                      |                  | 0:1 | Acierto de penal | Dejan Petkovic |  |  |
| Juan José Serrizuela | Fallo de penal   | 0:1 |                  |                |  |  |
|                      |                  | 0:2 | Acierto de penal | Andrezinho     |  |  |
| Leandro Romagnoli    | Acierto de penal | 1:2 |                  |                |  |  |
|                      |                  | 1:2 | Fallo de penal   | Cássio         |  |  |
| Lucas Pusineri       | Acierto de penal | 2:2 |                  |                |  |  |
|                      |                  | 2:3 | Acierto de penal | Edson          |  |  |
| Sebastián Saja       | Acierto de penal | 3:3 |                  |                |  |  |
|                      |                  | 3:3 | Fallo de penal   | Roma           |  |  |
| Diego Capria         | Acierto de penal | 4:3 |                  |                |  |  |

| Amonestado | 21' | Pablo Michelini |
| Amonestado | 53' | Raúl Estévez    |
| Amonestado | 65' | Alberto Acosta  |

| Amonestado | 20' | Fernando |
| Amonestado | 30' | Edson    |
| Amonestado | 84' | Roma     |

| Árbitro             | Óscar Ruiz     |
| Árbitros asistentes | Jorge Arango   |
| Árbitros asistentes | Dember Perdomo |
| Cuarto árbitro      | Felipe Russi   |

| 1          | POR        | Sebastián Saja       |       |
| 17         | DEF        | Juan José Serrizuela |       |
| 2          | DEF        | Horacio Ameli        |       |
| 6          | DEF        | Diego Capria         |       |
| 4          | DEF        | Aldo Paredes         |       |
| 8          | MED        | Guillermo Franco     | 45'   |
| 5          | MED        | Pablo Michelini      |       |
| 11         | MED        | Walter Erviti        |       |
| 10         | MED        | Leandro Romagnoli    |       |
| 7          | DEL        | Raúl Estévez         | 90+1' |
| 20         | DEL        | Alberto Acosta       |       |
| Entrenador | Entrenador | Manuel Pellegrini    |       |

| 1          | POR        | Júlio César           |     |
| 30         | DEF        | Edson                 |     |
| 3          | DEF        | Juan                  |     |
| 13         | DEF        | Fernando              | 84' |
| 6          | DEF        | Cássio                |     |
| 5          | MED        | Leandro Ávila         |     |
| 15         | MED        | Jorginho              |     |
| 9          | MED        | Rocha                 | 89' |
| 10         | MED        | Dejan Petković        |     |
| 18         | DEL        | Roma                  |     |
| 17         | DEL        | Leandro Machado       | 60' |
| Entrenador | Entrenador | Carlos Alberto Torres |     |

| 21 | MED | Lucas Pusineri     | 45'   |
| 30 | MED | Leonardo Rodríguez | 90+1' |

| 29 | DEL | Jackson     | 60' |
| 26 | DEF | André Bahia | 84' |
| 21 | MED | Andrezinho  | 89' |

| Anotado | 67' | Raúl Estévez | 1:1 |

| Anotado | 10' | Leandro Machado | 0:1 |

|                      |                  | 0:0 | Fallo de penal   | Juan           |  |  |
| Alberto Acosta       | Fallo de penal   | 0:0 |                  |                |  |  |
|                      |                  | 0:1 | Acierto de penal | Dejan Petkovic |  |  |
| Juan José Serrizuela | Fallo de penal   | 0:1 |                  |                |  |  |
|                      |                  | 0:2 | Acierto de penal | Andrezinho     |  |  |
| Leandro Romagnoli    | Acierto de penal | 1:2 |                  |                |  |  |
|                      |                  | 1:2 | Fallo de penal   | Cássio         |  |  |
| Lucas Pusineri       | Acierto de penal | 2:2 |                  |                |  |  |
|                      |                  | 2:3 | Acierto de penal | Edson          |  |  |
| Sebastián Saja       | Acierto de penal | 3:3 |                  |                |  |  |
|                      |                  | 3:3 | Fallo de penal   | Roma           |  |  |
| Diego Capria         | Acierto de penal | 4:3 |                  |                |  |  |

| Amonestado | 21' | Pablo Michelini |
| Amonestado | 53' | Raúl Estévez    |
| Amonestado | 65' | Alberto Acosta  |

| Amonestado | 20' | Fernando |
| Amonestado | 30' | Edson    |
| Amonestado | 84' | Roma     |

| Árbitro             | Óscar Ruiz     |
| Árbitros asistentes | Jorge Arango   |
| Árbitros asistentes | Dember Perdomo |
| Cuarto árbitro      | Felipe Russi   |

|                                 |
| Bandera de Argentina            |
| Campeón San Lorenzo 1.er título |

## Estadísticas

### Clasificación general
| Pos. | Equipo               | Pts | PJ | PG | PE | PP | GF | GC | Dif. | Rend.  |
| ---- | -------------------- | --- | -- | -- | -- | -- | -- | -- | ---- | ------ |
| 1    | San Lorenzo          | 21  | 12 | 6  | 3  | 3  | 21 | 11 | 10   | 58,33% |
| 2    | Flamengo             | 23  | 12 | 6  | 5  | 1  | 18 | 9  | 9    | 63,88% |
| 3    | Grêmio               | 20  | 10 | 5  | 5  | 0  | 15 | 6  | 9    | 66,66% |
| 4    | Corinthians          | 16  | 10 | 5  | 1  | 4  | 14 | 13 | 1    | 53,33% |
| 5    | Universidad Católica | 12  | 8  | 4  | 0  | 4  | 10 | 12 | –2   | 50%    |
| 6    | Talleres (C)         | 11  | 8  | 2  | 5  | 1  | 10 | 7  | 3    | 45,83% |
| 7    | Cerro Porteño        | 10  | 8  | 3  | 1  | 4  | 11 | 12 | –1   | 41,66% |
| 8    | Independiente        | 10  | 8  | 3  | 1  | 4  | 8  | 12 | –4   | 41,66% |
| 9    | Nacional             | 10  | 6  | 3  | 1  | 2  | 8  | 5  | 3    | 55,55% |
| 10   | River Plate          | 8   | 6  | 2  | 2  | 2  | 13 | 10 | 3    | 44,44% |
| 11   | Vélez Sarsfield      | 8   | 6  | 2  | 2  | 2  | 12 | 11 | 1    | 44,44% |
| 12   | Cruzeiro             | 8   | 6  | 2  | 2  | 2  | 9  | 8  | 1    | 44,44% |
| 13   | Vasco da Gama        | 8   | 6  | 2  | 2  | 2  | 11 | 11 | 0    | 44,44% |
| 14   | São Paulo            | 7   | 6  | 1  | 4  | 1  | 7  | 6  | 1    | 38,88% |
| 15   | Palmeiras            | 6   | 6  | 1  | 3  | 2  | 11 | 10 | 1    | 33,33% |
| 16   | Boca Juniors         | 6   | 6  | 1  | 3  | 2  | 9  | 10 | –1   | 33,33% |
| 17   | Colo-Colo            | 6   | 6  | 1  | 3  | 2  | 3  | 6  | –3   | 33,33% |
| 18   | Peñarol              | 5   | 6  | 1  | 2  | 3  | 5  | 12 | –7   | 27,77% |
| 19   | Universidad de Chile | 4   | 6  | 1  | 1  | 4  | 3  | 14 | –11  | 22,22% |
| 20   | Olimpia              | 0   | 6  | 0  | 0  | 6  | 0  | 13 | –13  | 0%     |

### Goleadores
| Jugador           | Club            | Goles |
| ----------------- | --------------- | ----- |
| Bernardo Romeo    | San Lorenzo     | 10    |
| Juan              | Flamengo        | 5     |
| Pablo Cuba        | Talleres (C)    | 5     |
| Leandro Gracián   | Vélez Sarsfield | 4     |
| Limberg Gutiérrez | Nacional        | 4     |
| Virgilio Ferreira | Cerro Porteño   | 4     |
| Alberto Acosta    | San Lorenzo     | 4     |